# Abbott Lawrence Lowell

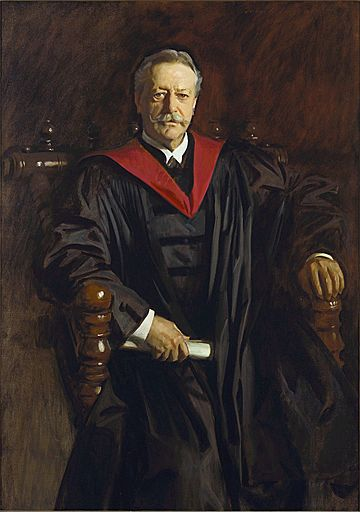
Porträt von Abbott Lawrence Lowell, Gemälde von 1923, (John Singer Sargent)

Abbott Lawrence Lowell (* 13. Dezember 1856 in Boston, Massachusetts; † 6. Januar 1943 ebenda) war ein Sachbuchautor, Jurist und Politikwissenschaftler, sowie Präsident der Harvard-Universität von 1909 bis 1933.

## Leben
Abbott Lowell stammte aus einer der angesehensten und reichsten Patrizierfamilien Bostons. Er war der Bruder des renommierten Astronomen Percival Lowell, der Schriftstellerin und Frauenrechtlerin Amy Lowell und der Pionierin der vorgeburtlichen Kinderkrankenpflege Elizabeth Lowell Putnam (1862–1935). Sein Cousin Abbott Lawrence Rotch gründete das meteorologische Blue-Hill-Observatorium.
Er absolvierte seinen Bachelor-Abschluss am Harvard College mit Bestnoten in Mathematik 1877. Seinen Master of Arts legte er an der Harvard Law School 1880 erfolgreich vor. In den folgenden Jahren bis 1897 führte er gemeinsam mit seinem Vetter Francis Cabot Lowell eine Rechtsanwaltskanzlei. Beide waren Autoren des aktienrechtlichen Sachbuchs Transfer of Stock in Corporations (1884). 1897 wurde Lowell in die American Academy of Arts and Sciences und 1910 in die American Academy of Arts and Letters gewählt. 1908/09 amtierte er als Präsident der American Political Science Association (APSA). 1913 wurde er korrespondierendes Mitglied der British Academy und 1921 assoziiertes Mitglied der Académie royale de Belgique.

## Leistungen
Im Jahre 1897 wurde er Dozent und 1898 ordentlicher Professor der Harvard-Universität. Elf Jahre später wurde er zum Präsidenten der Universität gewählt, ein Amt, das er 24 Jahre lang erfolgreich führen sollte. Im selben Jahr 1909 wählte man ihn zum Oberhaupt der American Political Science Association. An wissenschaftlichen Sachbüchern legte er vor: Essays on Government (1889), Governments and Parties in Continental Europe (2 Bände, 1896), Colonial Civil Service (1900) und The Government of England (2 Bände, 1908).
In der gleichen Zeit wurde er 1900 in der Nachfolge seines Vaters, Augustus Lowell, Finanzchef des Lowell Institute in Boston.
Als seine Hauptleistungen als Universitätspräsident gelten die Neueinrichtung des Haus-Systems (Errichtung von Studentenwohnheimen auf dem Campus) und die Mitbegründung der Harvard Society of Fellows. In neueren historischen Studien und Presseartikeln ist Lowell als zeittypisch antisemitisch eingestellt kritisiert worden.